# Goiatuba (ort)
Goiatuba är en ort i Brasilien.   Den ligger i kommunen Goiatuba och delstaten Goiás, i den sydöstra delen av landet, 290 km sydväst om huvudstaden Brasília. Goiatuba ligger 768 meter över havet och antalet invånare är 25 925.
Terrängen runt Goiatuba är kuperad åt sydväst, men åt nordost är den platt. Terrängen runt Goiatuba sluttar västerut.
Runt Goiatuba är det i huvudsak tätbebyggt. Runt Goiatuba är det glesbefolkat, med 14 invånare per kvadratkilometer.